# Жоффруа Сент-Илер, Изидор
Изидор Жоффруа Сент-Илер (фр. Isidore Geoffroy Saint-Hilaire; 16 декабря 1805, Париж — 10 ноября 1861, там же) — французский зоолог, сын знаменитого естествоиспытателя Этьена Жоффруа Сент-Илера (1772–1844), иностранный член-корреспондент Петербургской АН (1856).

## Биография и вклад в науку
Был избран академиком (1833) и президентом (1856—1857) Парижской Академии наук. Сын Этьена Жоффруа Сент-Илера. Известен в качестве автора трудов по тератологии, приручению и акклиматизации сельскохозяйственных животных. В истории мировой науки особое место Изидора Жоффруа Сент-Илера обозначено авторством первого курса общей биологии (1840), переведенного на многие языки планеты. Двухтомник «Общая биология» издан на русском языке в Санкт-Петербурге в переводе А. П. Богданова (в 1860—1861 годах).
Считается основателем научной акклиматизации в мире, опубликовал в 1829 свой первый научный трактат в этой области. Среди трудов, вышедших позднее, следует упомянуть «Rapport generale sur les questions relatives a la domestication et a la naturalisation des enimaux utiles» 1849; «Domestication et naturalisation des animaux utilas», 1854; «Lettres sur les substance alimentaires et particulierement sur la viande de cheval», 1856. В 1854 он организовал на частные средства Парижское Общество акклиматизации. Спустя пять лет там же возник первый в Европе акклиматизационный сад, в котором на обширных территориях проводили опыты с заморскими животными: ламой, яком, ангорской козой и т.п. Но, несмотря на большую сумму вложенных средств, этих животных так и не удалось адаптировать в Европе для дальнейшего товарного выращивания. Более удачными оказались исследования по перенесению европейских животных в другие части света. Так удалось успешно акклиматизировать португальскую устрицу (Ostrea angulata) на берегах Франции.